# Beauworth
Beauworth est une paroisse civile et un village du Hampshire, en Angleterre.